# Associazione Calcio Edera Trieste 1950-1951
Questa voce raccoglie le informazioni riguardanti l'Associazione Calcio Edera Trieste nelle competizioni ufficiali della stagione 1950-1951.

## Rosa
| N. |                   | Ruolo | Calciatore    |
| -- | ----------------- | ----- | ------------- |
|    | Italia (bandiera) | C     | B. Carlin     |
|    | Italia (bandiera) | P     | D. Chelleri   |
|    | Italia (bandiera) | A     | R. Colombin   |
|    | Italia (bandiera) | D     | L. Cuschiè    |
|    | Italia (bandiera) | A     | V. Gerin      |
|    | Italia (bandiera) | A     | R. Jacksettig |
|    | Italia (bandiera) | D     | R. Locchi     |
|    | Italia (bandiera) | A     | Carlo Maluta  |

| N. |                   | Ruolo | Calciatore    |
| -- | ----------------- | ----- | ------------- |
|    | Italia (bandiera) | C     | N. Marinovich |
|    | Italia (bandiera) | D     | M. Martinelli |
|    | Italia (bandiera) | C     | G. Milloch    |
|    | Italia (bandiera) | C     | M. Moro       |
|    | Italia (bandiera) | C     | A. Paoli      |
|    | Italia (bandiera) | A     | R. Tommasini  |
|    | Italia (bandiera) | P     | G. Vagaia     |